# Европско првенство у атлетици у дворани 2017 — скок удаљ за мушкарце
Такмичење у скок удаљу у мушкој конкуренцији на 34. Европском првенству у дворани 2017. у Београду одржано је 3. и 4. марта у Комбанк арени.
Титулу освојену у Прагу 2015. бранио је Михел Торнеус из Шведске.

## Земље учеснице
Учествовало је 20 такмичара из 16 земаља.
1. Албанија (1)
2. Белорусија (1)
3. Грузија (1)
4. Естонија (1)
5. Италија (3)
6. Летонија (1)
7. Мађарска (1)
8. Немачка (1)
9. Пољска (1)
10. Португалија (1)
11. Србија (2)
12. Уједињено Краљевство (1)
13. Украјина (2)
14. Швајцарска (1)
15. Шведска (1)
16. Шпанија (1)

## Рекорди
| Рекорди пре почетка Европског првенства 2017.     | Рекорди пре почетка Европског првенства 2017. | Рекорди пре почетка Европског првенства 2017. | Рекорди пре почетка Европског првенства 2017. | Рекорди пре почетка Европског првенства 2017. | Рекорди пре почетка Европског првенства 2017. |
| ------------------------------------------------- | --------------------------------------------- | --------------------------------------------- | --------------------------------------------- | --------------------------------------------- | --------------------------------------------- |
| Светски рекорд                                    | Карл Луис                                     | Сједињене Државе                              | 8,79                                          | Њујорк, САД                                   | 27, јануар 1984.                              |
| Европски рекорд                                   | Себастијан Бајер                              | Немачка                                       | 8,71                                          | Торино, Италија                               | 8. март 2009.                                 |
| Рекорди европских првенстава                      | Себастијан Бајер                              | Немачка                                       | 8,71                                          | Торино, Италија                               | 8. март 2009.                                 |
| Најбољи светски резултат сезоне у дворани         | Џулијан Харви                                 | Сједињене Државе                              | 8,17                                          | Чарлстон, Сједињене Државе                    | 24. фебруар 2017.                             |
| Најбољи европски резултат сезоне у дворани        | Жан-Пјер Бертранд                             | Француска                                     | 8,08                                          | Тињ, Француска                                | 3. јануар 2017.                               |
| Рекорди после завршеног Европског првенства 2017. |                                               |                                               |                                               |                                               |                                               |
| Најбољи светски резултат сезоне у дворани         | Сергеј Никифоров                              | Украјина                                      | 8,18                                          | Београд, Србија                               | 3. март 2017.                                 |
| Најбољи европски резултат сезоне у дворани        | Сергеј Никифоров                              | Украјина                                      | 8,18                                          | Београд, Србија                               | 3. март 2017.                                 |

## Најбољи европски резултати у 2017. години
Десет најбољих европских такмичара у скоку удаљ у дворани 2017. године пре почетка првенства (3. марта 2017), имали су следећи пласман на европској и светској ранг листи. (СРЛ)
| 1.  | Жан-Пјер Бертранд     | Француска | 8,08 | 3. јануар   | 4. СРЛ  |
| 2.  | Ламонт Марсел Џејкобс | Италија   | 8,07 | 4. фебруар  | 5. СРЛ  |
| 3.  | Филипо Рандацо        | Италија   | 8,05 | 18. фебруар | 6. СРЛ  |
| 4.  | Ендру Хоу             | Италија   | 8,01 | 18. фебруар | 10. СРЛ |
| 5.  | Еусебио Касерес       | Шпанија   | 7,98 | 18. фебруар | 12. СРЛ |
| 5.  | Измир Смајљај         | Албанија  | 7,98 | 25. фебруар | 12. СРЛ |
| 7.  | Џулијан Хауард        | Немачка   | 7,97 | 4. фебруар  | 15. СРЛ |
| 7.  | Кевин Оџиаку          | Италија   | 7,93 | 18. фебруар | 17. СРЛ |
| 9.  | Елвијс Мисанс         | Летонија  | 7,92 | 27. јануар  | 19. СРЛ |
| 9.  | Томаш Јашчукс         | Пољска    | 7,92 | 19. фебруар | 19. СРЛ |
|     |                       |           |      |             |         |
| 12. | Лазар Анић            | Србија    | 7,88 | 5. фебруар  | 24. СРЛ |
|     | Страхиња Јованчевић   | Србија    | 7,45 |             |         |

Такмичари чија су имена подебљана учествовали су на ЕП.

## Сатница
| Датум         | Време | Ниво          |
| ------------- | ----- | ------------- |
| 3. март 2017. | 9:40  | Квалификације |
| 4. март 2017. | 19:32 | Финале        |

## Квалификациона норма
| дворана или отворено |
| -------------------- |
| 7,90 м               |

## Освајачи медаља
|                          |                         |                             |
| Измир Смајљај · Албанија | Михел Торнеус · Шведска | Сергеј Никифоров · Украјина |

## Резултати

### Квалификације
Квалификациона норма за пласман 8 такмичара у финале износила је 7,90 метар (КВ). Норму су испунила 4 такмичара а 4 су се пласирала на основу постигнутог резултата (кв).
| Место | Атлетичар             | Земља                | ЛР   | ЛРС  | #1   | #2   | #3   | Резултат | Белешка          |
| ----- | --------------------- | -------------------- | ---- | ---- | ---- | ---- | ---- | -------- | ---------------- |
| 1.    | Сергеј Никифоров      | Украјина             | 7,91 | 7,86 | 7,65 | 8,18 | −    | 8,18     | КВ, СРС, ЕРС, ЛР |
| 2.    | Лазар Анић            | Србија               | 7,88 | 7,88 | 7,65 | 7,98 | −    | 7,98     | КВ, ЛР           |
| 3.    | Измир Смајљај         | Албанија             | 7,98 | 7,98 | 7,98 | −    | −    | 7,98     | КВ, =НР          |
| 4.    | Михел Торнеус         | Шведска              | 8,30 | 7,80 | 7,96 | −    | −    | 7,96     | КВ, ЛРС          |
| 5.    | Филипо Рандацо        | Италија              | 8,05 | 8,05 | 7,72 | 7,89 | х    | 7,89     | кв               |
| 6.    | Џулијан Хауард        | Немачка              | 8,04 | 7,97 | 7,85 | 7,88 | х    | 7,88     | кв               |
| 7.    | Томаш Јашчукс         | Пољска               | 7,96 | 7,92 | 7,74 | 7,78 | х    | 7,78     | кв               |
| 8.    | Елвијс Мисанс         | Летонија             | 8,00 | 7,92 | 7,52 | 7,72 | 7,71 | 7,72     | кв               |
| 9.    | Еусебио Касерес       | Шпанија              | 8,30 | 7,98 | 7,72 | 7,59 | 7,33 | 7,72     |                  |
| 10.   | Ендру Хоу             | Италија              | 8,30 | 8,01 | 7,71 | х    | 6,19 | 7,71     |                  |
| 11.   | Ламонт Марсел Џејкобс | Италија              | 8,07 | 8,07 | 7,40 | 7,70 | 7,62 | 7,70     |                  |
| 12.   | Данијел Брамбле       | Уједињено Краљевство | 8,14 | 7,80 | х    | 7,64 | х    | 7,64     |                  |
| 13.   | Бенџамин Гфохлер      | Швајцарска           | 7,81 | 7,81 | 7,60 | 7,56 | 7,63 | 7,63     |                  |
| 14.   | Иштван Вировец        | Мађарска             | 7,72 | 7,72 | 7,46 | 7,25 | 7,59 | 7,59     |                  |
| 15.   | Владислав Мазур       | Украјина             | 7,85 | 7,71 | 7,43 | 7,58 | х    | 7,58     |                  |
| 16.   | Константин Боричевски | Белорусија           | 7,94 | 7,78 | 7,50 | х    | х    | 7,50     |                  |
| 17.   | Хенрик Кутберг        | Естонија             | 7,80 | 7,68 | х    | 7,34 | 7,49 | 7,49     |                  |
| 18.   | Страхиња Јованчевић   | Србија               | 7,64 | 7,45 | 7,47 | 7,45 | х    | 7,47     | ЛРС              |
|       | Маркос Шува           | Португалија          | 8,00 | 7,91 | х    | х    | х    | БП       |                  |
|       | Бачана Хорава         | Грузија              | 8,25 | 7,41 |      |      |      | НС       |                  |

Подебљани лични рекорди су и национални рекорди земље коју такмичар представља

### Финале
Финале је одржано 4. марта 2017. године у 19:32.
| Место | Атлетичар        | Земља    | #1   | #2   | #3   | #4   | #5   | #6   | Резултат | Белешка |
| ----- | ---------------- | -------- | ---- | ---- | ---- | ---- | ---- | ---- | -------- | ------- |
|       | Измир Смајљај    | Албанија | 7,81 | 8,02 | х    | 6,58 | х    | 8,08 | 8,08     | НР      |
|       | Михел Торнеус    | Шведска  | 8,08 | х    | х    | х    | 7,94 | 7,98 | 8,08     | ЛРС     |
|       | Сергеј Никифоров | Украјина | 8,01 | 7,92 | х    | 8,07 | 8,02 | 7,77 | 8,07     |         |
| 4.    | Томаш Јашчукс    | Пољска   | 7,98 | 7,82 | х    | х    | 7,65 | 7,81 | 7,98     | ЛР      |
| 5.    | Џулијан Хауард   | Немачка  | х    | х    | х    | 7,94 | х    | 7,97 | 7,97     |         |
| 6.    | Лазар Анић       | Србија   | 7,45 | х    | 7,90 | 7,68 | х    | х    | 7,90     |         |
| 7.    | Филипо Рандацо   | Италија  | 7,33 | х    | 7,77 | х    | х    | 7,60 | 7,77     |         |
| 8.    | Елвијс Мисанс    | Летонија | х    | х    | х    | х    | х    | х    | БП       |         |